# 주하이 완산 해양 개발 시험구
주하이 완산 해양 개발 시험구(주하이 만산 해양 개발 시험구, 중국어 간체자: 珠海万山海洋开发试验区, 정체자: 珠海萬山海洋開發試驗區)는 중화인민공화국 광둥성 주하이 시에 있는 해양 종합 개발 시험구로, 1998년 9월 광둥 성 정부의 비준을 계기로 신설되었다. 106개 섬을 소유하고 있으며 육지 면적은 80km2, 상주 인구는 100,000명이다.

## 행정 구역
3개 진을 관할한다.
- 桂山镇
- 担杆镇
- 万山镇